# 昆あさ美
昆 麻美（こん あさみ）は、岩手県出身の日本の女性モデル、タレント、リポーター。かつてはジールアソシエイツに所属していた。
当初は芸能事務所、MOCファッションモデルエージェンシーに所属して東北を中心に活動していたことから現在も仙台で活動している。

## 出演

### テレビ
- 東日本放送「突撃!ナマイキTV」（リポーター。2006年4月～2007年）
- 仙台放送「Life+」
- フジサンケイグループ「広告大賞 」（2009年3月20日）

### CM
- アメリカ屋（GW編、クリスマス編）
- 東北電子専門学校
- 荘内銀行
- ピタットハウス（女子大生役）

### 広告
- メルパルクSENDAIブライダルイメージ
- ウェディングヒルズ御所野ブライダルイメージ
- MSNショッピング、水着特集2009
- KDDI海底ケーブルカレンダー2010

### ラジオ
- A La Carte（ラジオ3）

### 雑誌
- Ray
- COLOR
- ZERO☆23（表紙：2006年6月号）

### ファッション・ショー
- アールペルアンジェ
- Y.E.S PREMIUM YOUNGファッションショー
- 仙台フォーラスファッションショー
- SHINE AWAY2007ヘアショー
- 東京ミッドタウンヘアショーChikako Koizumi
- 国際フォーラムﾍｱｼｮｰ『LOOP2009』
- 第6回アジアビューティエキスポFEERIE

## その他
- ミス・インターナショナル2005年ファイナリスト
- ミス・インターナショナル2006年ファイナリスト
- SUZUKIレースクイーン。（2006年～）